# Kommunistiska partiet
Kommunistiska Partiet (deut.: Kommunistische Partei, früher KPML(r)) ist eine schwedische, kommunistische Partei, die sich 1970 vom Kommunistiska förbundet marxist-leninisterna (deut. Kommunistischer Verbund Marxisten-Leninisten) abspaltete. Dieser Verbund hatte sich drei Jahre zuvor von der Vänsterpartiet Kommunisterna, der heutigen Vänsterpartiet, abgespalten.
Der aktuelle Parteivorsitzende Robert Mathiasson trat 2014 die Nachfolge des langjährigen Parteichefs Anders Carlsson an.
Die der Partei nahestehende Zeitung heißt Proletären und erscheint wochenweise. Auf dem 14. Kongress in Göteborg am 7. Januar 2005 wurde die Änderung des Namens von Kommunistiska Partiet Marxist-Leninisterna (revolutionärerna) zum heutigen Namen beschlossen.
Das Motto der Partei ist „Klasse gegen Klasse“ und sie sieht sich als revolutionäre, kommunistische Partei.
Sie tritt für die vollständige Umwandlung der Gesellschaft ein und fordert die Abschaffung des Kapitalismus und an dessen Stelle die Schaffung einer von Arbeitern geführten, sozialistischen Gesellschaft.
Die Jugendorganisation der Partei heißt Revolutionär Kommunistisk Ungdom (deut.: Revolutionäre Kommunistische Jugend) und wurde 1994 gegründet.